# Drôles de bobines
Pour plus de détails, voir Fiche technique et Distribution.
Drôles de bobines (Cinema d'altri tempi) est un film italien réalisé par Steno, sorti en 1953.

## Fiche technique
- Titre original : Cinema d'altri tempi
- Titre français : Drôles de bobines
- Réalisation : Steno, assisté de Lucio Fulci
- Scénario : Steno, Augusto Camerini, Agenore Incrocci et Furio Scarpelli
- Photographie : Marco Scarpelli
- Musique : Franco Mannino
- Pays d'origine : Italie
- Format : Noir et blanc - 1,37:1 - Mono
- Genre : comédie
- Date de sortie : 1953

## Distribution
- Lea Padovani : Caterina
- Walter Chiari : Marcello Serventi
- Luigi Pavese : le producteur
- Jean Richard : Pasquale
- Maurice Teynac : Za l'Amour
- Steno